# Buniseuri
Buniseuri is een bestuurslaag in het regentschap Ciamis van de provincie West-Java, Indonesië. Buniseuri telt 7132 inwoners (volkstelling 2010).